# Études pour piano (Ligeti)
Pour les articles homonymes, voir Études pour piano.
Les Études pour piano sont un cycle de dix-huit études pour piano solo de György Ligeti. Composées entre 1985 et 2001, chaque étude travaille un élément stylistique propre au compositeur.
Les Études (livre 1) ont reçu le Grawemeyer Award en 1986.

## Vue d'ensemble
Les Études pour piano marient des problèmes techniques de virtuosité avec un contenu expressif. Elles suivent en cela la tradition des études de Frédéric Chopin, Franz Liszt et Claude Debussy, mais s'attaquent à de nouvelles idées techniques en formant une somme des concepts sur lesquels Ligeti a travaillé dans ses autres œuvres depuis les années 1950.
Les 18 études sont arrangées en trois Livres : six études dans le Livre 1 (1985), huit dans le Livre 2 (1988–1994) et quatre dans le Livre 3 (1995–2001). L'intention de départ de Ligeti était de ne composer que 12 études, en deux livres de six études chacun, sur le modèle des études de Debussy, mais l'œuvre a pris de l'ampleur car Ligeti a pris beaucoup de plaisir à écrire les morceaux.
Bien que les quatre études du Livre 3 forment une conclusion satisfaisante au cycle, ce dernier livre est probablement inachevé, car Ligeti avait certainement l'intention d'en ajouter d'autres, mais en a été rendu incapable dans ses dernières années, quand sa productivité était fortement réduite à cause de sa maladie. Les études du Livre 3 sont généralement plus calmes, plus simples et plus raffinées dans la technique que celles des Livre 1 et Livre 2.
Les titres des différentes études sont un mélange de termes techniques et d'évocations poétiques. Ligeti avait fait des listes de titres possibles et les titres des différents morceaux ont souvent changé entre leur conception et leur publication. À plusieurs reprises, Ligeti n'a pas affecté de titre avant que le morceau ne soit terminé.

## Les 18 études

### Livre 1
1. Désordre (molto vivace, vigoroso, molto ritmico) : une étude en polyrythmie rapide qui fait des allers-retours sur le clavier. La main droite ne joue que des touches blanches, tandis que la main gauche est limitée aux touches noires. La main droite est donc diatonique, tandis que la main gauche est pentatonique. Cette étude est dédiée à Pierre Boulez[2].
2. Cordes à vide (andantino rubato, molto tenero) : des accords simples, presque écrits par Erik Satie, qui deviennent de plus en plus complexes. Ces accords sont construits essentiellement sur des quintes[3]. Cette étude est également dédiée à Pierre Boulez[2].
3. Touches bloquées (vivacissimo, sempre molto ritmico - feroce, impetuoso, molto meno vivace - feroce, estrepitoso) : dans le tempo I, deux différents motifs rythmiques sont imbriqués. Une main joue des successions rapides et égales de notes tandis que l'autre main « bloque » certaines touches en les gardant appuyées. C'est la dernière étude que Ligeti a dédiée à Boulez[2].
4. Fanfares (vivacissimo, molto ritmico, con alegria e slancio) : ostinato proche de l'esprit des Danses Bulgares de Bartók. La mélodie et l'accompagnement échangent fréquemment de rôles dans cette étude polyrythmique qui contient des rythmes influencés par les aksak. Un ostinato sur un rythme en 8/8 divise la mesure de huit notes en 3 + 2 + 3. Cette étude est dédiée à Volker Banfield[2].
5. Arc-en-ciel (andante con eleganza) : polyrythmie avec un 6/8 à la main gauche et un 3/4 à la main droite. La musique s'élève et retombe en arcs qui évoquent un arc-en-ciel. Cette étude est dédiée à Louise Sibourd[2].
6. Automne à Varsovie (presto cantabile, molto ritmico e flessibile) : continuum ininterrompu de doubles-croches qui conclut dans le grave. Cette transformation continue de la figure initiale descendante se termine au rebord du clavier. Son titre fait référence à l'automne de Varsovie (en), un festival annuel de musique contemporaine. Cette étude est dédiée aux amis polonais de Ligeti[2].

### Livre 2
1. Galamb Borong : le titre est en « pseudo-balinais ». Les rythmes évolutifs évoquent les sons du gamelan balinais.
2. Fém : le titre est le mot hongrois pour « métal ». Ce morceau est construit sur des accords de la quinte ouverte, avec des fragments mélodiques courts, irréguliers et groupés asymétriquement qui jouent l'un contre l'autre.
3. Vertige : les mains largement séparées utilisent les échelles chromatiques pour créer un effet de mouvement de chute sans fin.
4. Der Zauberlehrling (L'apprenti-sorcier en allemand) : une ligne mélodique dansante est gardée en mouvement perpétuel par des accents staccato dispersés irrégulièrement.
5. En suspens : six battements par mesure dans la main droite, quatre dans la main gauche, des longueurs de phrase irrégulières et des accents dans les deux tissent une toile éthérée d'harmonie qui rappelle plutôt le jazz.
6. Entrelacs : des motifs rythmiques s'entrecroisent, en augmentant de dynamique au fur et à mesure qu'ils traversent le clavier de gauche à droite, créant jusqu'à sept différentes couches métriques.
7. L'escalier du diable : une toccata énergique qui se déplace de façon polymétrique de haut en bas et de bas en haut du clavier et donne alors une impression de cloches sonnant dans différents registres et à différents moments
8. Coloana infinită (Colonne infinie en roumain) : ce morceau est nommé d'après la sculpture Colonne sans fin de Constantin Brâncuși à Târgu Jiu. C'est une série répétitive de formes pyramidales qui se dilatent et se contractent, et qui comporte des séquences fortes et ascendantes d'accords qui se recouvrent en donnant l'impression d'un mouvement constant vers le haut. Ce morceau est une version revue de l'étude qui sera plus tard publiée sous le numéro 14A : Coloana fara sfârşit (voir la section « Œuvres liées » plus bas).

### Livre 3
1. White on White : une étude sur les touches blanches sauf tout à la fin, qui commence avec un canon serein et avec une section médiane rapide tourbillonnante.
2. Pour Irina : une autre étude avec un début paisible, qui devient de plus en plus frénétique par l'introduction de durées de notes de plus en plus courtes et de tons supplémentaires.
3. À bout de souffle : un canon hystérique en deux parties qui se termine abruptement avec de lents accords pianissimo.
4. Canon : un court canon entre les mains, joué une fois vivace, puis une seconde fois presto impossibile, avec un lent et calme canon d'accords pour finir.

## Œuvres liées
L'étude no  14A Coloana fara sfârşit (Colonne sans fin en roumain) constituait la première version de l'étude no  14, mais a été jugée trop difficile pour un interprète humain. Ligeti l'a donc composée à nouveau, en changeant la structure harmonique tout en réduisant le nombre de notes de chaque main. Par la suite, la forme d'origine a été arrangée comme une étude séparée pour piano mécanique par Jürgen Hocker, mais certains pianistes l'ont en fait jouée.
Le morceau isolé pour piano L’arrache-cœur (1994) était apparemment prévu comme la future étude no  11, mais n'a pas été intégré au cycle des Études.